# Liste der Mitglieder der National Academy of Sciences/2007
Im Jahr 2007 wählte die National Academy of Sciences der Vereinigten Staaten 90 Personen zu ihren Mitgliedern.

## Neugewählte Mitglieder
- Mario H. Acuna (1940–2009)
- David A. Agard
- Victor R. Ambros
- David J. Anderson
- Brigitte A. Askonas (1923–2013)
- Brian F. Atwater
- David D. Awschalom
- Tania A. Baker
- Moungi G. Bawendi
- C. Gordon Bell (1934–2024)
- Ursula Bellugi (1931–2022)
- Steven M. Block
- Michael B. Brenner
- Robert L. Bryant
- Donald E. Canfield
- Sean B. Carroll
- Aaron J. Ciechanover
- Noel A. Clark
- Karen S. Cook
- Jeffery L. Dangl
- Pierre Deligne
- Richard A. Dixon
- Hugo K. Dooner
- Bruce T. Draine
- Brian J. Druker
- Richard T. Durrett
- Robert S. Edgar (1930–2016)
- Kerry A. Emanuel
- Scott D. Emr
- Mark Estelle
- Mary K. Estes
- Paul G. Falkowski
- Michael D. Fayer
- Graham R. Fleming
- Pamela J. Fraker
- Gerald Gabrielse
- David Ginsburg
- Allen M. Goldman
- David Gottlieb (1944–2008)
- Peter R. Grant
- Angela M. Gronenborn
- John G. Hildebrand
- Helen H. Hobbs
- James S. House
- Sumio Iijima
- Masao Ito
- Ivan A. Izquierdo
- William L. Johnson
- Philip N. Johnson-Laird
- Laura L. Kiessling
- John F. C. Kingman
- Stephen C. Kowalczykowski
- David D. Laitin
- Aizhen Li
- Albert Libchaber
- David O. Lordkipanidze
- C. Owen Lovejoy
- Walter F. O. Marasas (1941–2012)
- Eve Marder
- Curtis T. McMullen
- Silvio Micali
- Christopher Miller
- William E. Moerner
- M. Granger Morgan
- Peter L. Olson
- Stephen W. Pacala
- Prabhu L. Pingali
- Stephen Plog
- Charles R. Plott
- Timothy J. Richmond
- Margarita Salas
- Peter H. Schiller
- Vern L. Schramm
- Dieter Seebach
- Jonathan G. Seidman
- Gerald I. Shulman
- Charles S. Spencer
- David N. Spergel
- Katepalli R. Sreenivasan
- Harold M. Stark
- Clifford J. Tabin
- Masatoshi Takeichi
- Thomas E. Wellems
- Simon D. M. White
- Clifford M. Will
- Mark B. Wise
- Ronald F. Woodman
- Wayne M. Yokoyama
- Michael W. Young
- Qifa Zhang